# 紫點革魨
紫點革魨，又稱紫點革單棘魨，為輻鰭魚綱魨形目鱗魨亞目單棘魨科的其中一種，為亞熱帶海水魚，分布於西大西洋區，從美國麻州至巴西；東大西洋區，從茅利塔尼亞至安哥拉海域，棲息深度3-2000公尺，本魚體呈橢圓形且側扁，背鰭硬棘2枚、背鰭軟條36-41枚、臀鰭軟條39-44枚，體長可達45公分，棲息在砂泥底質底層水域，以藻類和海草為食，生活習性不明。

## 扩展阅读
維基物種上的相關：紫點革魨